# ガチ恋粘着獣〜ネット配信者の彼女になりたくて〜
『ガチ恋粘着獣〜ネット配信者の彼女になりたくて〜』（ガチこいねんちゃくじゅう ネットはいしんしゃのかのじょになりたくて）は、星来による日本のWeb漫画作品。ウェブコミック配信サイト『ゼノン編集部』（コアミックス）内の「コミックタタン」レーベルにて、2020年3月13日より連載中。『ピッコマ』では、2020年1月31日から2025年1月10日まで先行配信が行われた。
人気動画配信グループのメンバーに恋する過激なファン（ガチ恋の獣）の恋愛模様を描く。
2023年2月時点で、累計発行部数は80万部を突破している。
2023年4月10日（9日深夜）から6月11日まで、朝日放送テレビにてテレビドラマが放送された。

## 登場人物

### コズミック
登録人数100万人超えの3人組動画配信グループ。
コスモ / 雲母 宇宙（きらら こすも）
リーダー。過激なファンに嫌悪感を持つ。
スバル / 清水 薫（しみず くゆる）
陽キャラ担当。裏の顔はファンを裏垢で誘い、食い物にする外道。
ギンガ / 劍 隆文（つるぎ たかふみ）
クズキャラ担当。他配信者の登録者数で態度を変える。

### コズミックのファン
コズミックのメンバーにガチ恋の過激なファン。
ヒナ / 輝夜 雛姫（かぐや ひなき）
スバル編の主人公。女子大学生。スバル推しで、独占欲から同じスバル推しの女性に敵意をむき出しにする。
スバルの活動初期から応援している古参ファン。
りこめろ / 都竹 里穂子（つづき りほこ）
OL。スバル推しで、スバルの配信ごとに高額なスパチャをする。
vega / 花織 琴乃（はなおり ことの）
和カフェの店員。コスモ推しで、彼を真似て同じメッシュにしている。
ゆっこ / 白井 ユウ
女子高生。コスモ推しで、後に普通のファンに戻る。
はるみ / 秤屋 瑠美
成人女性。コスモ推しで、コスモが高校生のときから彼を応援している古参ファン。
桔梗 / 明智 小夜
女子大生。ギンガ推しで、ギンガを活動初期から応援している古参ファン。
苹果 / 黒鐘 林檎
アパレルショップの店員。ギンガ推しで、動画を見始めた新規ファン。
ミツクリ / 箕作 蓮
動画配信グループ「HZ」（ヘイダルゾーン）のメンバー。
ギンガ推しで、桔梗と同じく彼を活動初期から応援している古参ファン。

## 書誌情報
- 星来『ガチ恋粘着獣〜ネット配信者の彼女になりたくて〜』 コアミックス[注 1]〈バンブーコミックス タタン〉→〈ゼノンコミックス タタン〉、全16巻
  1. 2020年8月20日発売[8][9]、ISBN 978-4-8019-7055-7 / 2022年4月1日再発売[10]、ISBN 978-4-86720-342-2
  2. 2021年4月20日発売[11]、ISBN 978-4-8019-7069-4 / 2022年4月1日再発売[12]、ISBN 978-4-86720-343-9
  3. 2021年6月18日発売[13]、ISBN 978-4-8019-7341-1 / 2022年4月1日再発売[14]、ISBN 978-4-86720-344-6
  4. 2021年9月18日発売[15]、ISBN 978-4-8019-7436-4 / 2022年4月1日再発売[16]、ISBN 978-4-86720-345-3
  5. 2021年9月18日発売[17]、ISBN 978-4-8019-7437-1 / 2022年4月1日再発売[18]、ISBN 978-4-86720-346-0
  6. 2021年12月20日発売[19]、ISBN 978-4-8019-7544-6 / 2022年4月1日再発売[20]、ISBN 978-4-86720-347-7
  7. 2022年4月20日発売[21]、ISBN 978-4-86720-367-5
  8. 2022年8月20日発売[22]、ISBN 978-4-86720-413-9
  9. 2023年1月20日発売[23]、ISBN 978-4-86720-466-5
  10. 2023年3月20日発売[24][25]、ISBN 978-4-86720-488-7
  11. 2023年8月19日発売[26][27]、ISBN 978-4-86720-559-4 / ISBN 978-4-86720-560-0（初回限定版）
  12. 2023年12月20日発売[28][29]、ISBN 978-4-86720-600-3 / ISBN 978-4-86720-601-0（初回限定版）
  13. 2024年4月19日発売[30]、ISBN 978-4-86720-641-6
  14. 2024年8月20日発売[31]、ISBN 978-4-86720-682-9
  15. 2024年12月20日発売[32]、ISBN 978-4-86720-717-8
  16. 2025年8月20日発売[33]、ISBN 978-4-86720-772-7

## テレビドラマ
『ガチ恋粘着獣』（ガチこいねんちゃくじゅう）のタイトルで、2023年4月10日（9日深夜）から6月11日まで、朝日放送テレビの「ドラマL」枠で放送された。主演は香音（第一部）と石井杏奈（第二部）。
香音が主役の第一部と、石井が主役の第二部の2部構成で物語が展開された。

### キャスト

#### 主要人物
輝夜雛姫（かぐや ひなき）
演 - 香音（第1話 - 第3話・最終話）
女子大学生。スバル推しで、本気でスバルと付き合いたい「ガチ恋」勢のひとり。
はるみの襲撃事件でコズミックのファン離れが進む中でも、スバルにファンであることを伝えるメッセージを送信する。
花織琴乃（はなおり ことの）
演 - 石井杏奈（第3話 - 最終話）
和風カフェ「八庵」で働く女性。コスモ推しで、雛姫のような「ガチ恋」勢を軽蔑している。
しかし、コスモに近づく女性たちを排除する自分こそが「ガチ恋」勢と自認するに至り、自己嫌悪に陥る。
コスモに交際を申し込まれたことから、誰も幸せにしないと自覚しながらも、彼と交際するようになる。

#### コズミック
登録者数100万人を超える3人組動画配信グループ「COSMIC」。
コスモ
演 - 山下幸輝
リーダー。スバルの女性関係のスキャンダルで動画配信にダメージを受け、ガチ恋勢に嫌悪感を持つようになる。
はるみの襲撃によりコズミック解散の危機に直面するが、自分に正直に生きコズミックを継続する道を選び、琴乃に交際を申し込む。
スバル / 清水薫（しみず くゆる）
演 - 井上想良
陽キャラ担当。裏の顔はファンを裏垢で誘い、食い物にする外道。
女たらしの清水薫ではなく、大好きなスバルをだせと金槌を持った雛姫に自宅マンションを襲撃される。
はるみの襲撃事件でファンが離れ、コズミックも解散危機に直面するが、それでも雛姫がガチ恋勢として応援してくれるメッセージを見つけ、コズミック継続の道を選ぶ。
ギンガ / 劍 隆文（つるぎ たかふみ）
演 - 松本大輝
クズキャラ担当。配信者の登録者数で、他のインフルエンサーに対する態度を変える。
ミツクリの一方的な思いで、登録者数にこだわる傍若無人なキャラを演じさせられようとすることを拒否し、同業者として面白いと思っただけ、それ以上でもそれ以下でもないと、ミツクリに興味がないと告げコズミック存続の道を選ぶ。

#### コズミックのファン
コズミックのメンバーにガチ恋の過激なファン。
りこめろ
演 - 中田クルミ（第2話・第3話）
スバル推しの社会人ガチ恋オタク。スバルのソロ生配信で高額な投げ銭で彼の気を引こうとする。
雛姫とスバルのラブホ密会を突き止めると雛姫にスバルと別れるよう脅し、コズミックの配信部屋に押しかけ、どちらが本当の恋人かスバルを問い詰めようとするが、不在のスバルから電話口で拒絶されてしまいショックでその場から飛び降り自殺しようとする。その様子をギンガに動画配信されたことから、スバルを陥れようと、雛姫とのラブホ密会写真を暴露系動画配信者に売り捌くと息巻く。
ゆっこ
演 - 志田こはく（第4話・第5話・第8話）
女子高生。コスモの大ファン。コスモとデートするために彼に付きまとう。
コスモを困らせるガチ恋勢と琴乃に見なされ、コスモに電凸したことを学校にばらされ、アカウント削除を強要される。
アカウント削除を強要した犯人として琴乃を探し当てるが、現実のコスモが琴乃に怒鳴りつけている様子をみて幻滅し、ファンは続けるが、ガチ恋はやめると琴乃に告げる。
はるみ
演 - 天野はな（第6話 - 最終話）
コスモ推しの古参ファン。コスモにリストカット写真と婚約指輪を送り付ける。配信部屋に勝手に侵入して差し入れのお菓子を冷蔵庫に入れようとしたため、警察に通報される。警察に連行される際、「自分たちをおかしくさせているのは、コスモ君のせいだよ」と叫び、コスモが動画配信で発言することに恐怖心を植え付ける。
コスモと親しくする琴乃に嫉妬し、ファンミーティング会場で見かけた彼女に和風カフェやファンサイトにコスモとの関係を暴露すると憤るが、コスモに迷惑をかける行動に激怒した琴乃に反撃される。
自分に振り返ってくれないコスモに怒りを募らせる「自分を選んでくれない、あなたが悪い」と、刃物を手にファンミーティング会場でコスモを切りつける。襲われたコスモから名前を呼ばれ愚行を非難されるが、コスモに名前を憶えられていたと涙して喜ぶ。

明智小夜（あけち さよ）
演 - 伊崎花菜（第7話）
恵比寿大学製菓学部の学生。ギンガのガチ恋勢。ギンガを本名の「隆文さん」と呼ぶ。ギンガの実家にお中元を贈ったことでネタとして面白くなりそうとスバルに目を付けられ、逆電凸される。その際に撮影された動画で、ガチ恋勢との恋愛はあり得ないとギンガに言われてしまう。

#### HZ（ヘイダルゾーン）
人気動画配信グループ。
ミツクリ
演 - 平井亜門（第3話 - 最終話）
ギンガに憧れて自身も配信者になった男性。
ギンガの実像が、自分が思い描く登録者数にこだわる傍若無人なイメージからかけ離れていたことにショックを受け、その原因がコスモとスバルのせいだと考え、コズミックからギンガを解放しようと企てる。はるみがコスモに危害を加えるかもしれない、という琴乃からの忠告を伏せ、はるみにコスモを襲わせる隙を与える。
ヴィクター
演 - 小野翔平（第3話 - 最終話）
コズミックの解散危機をどうすればいいか、スバルから相談される。
ネモ
演 - 塩﨑太智（M!LK）（第3話 - 最終話）

#### その他
奈緒 / アルタ
演 - 小島藤子（第3話 - 最終話）
琴乃の友人で良き理解者。
桃
演 - 高山璃子（第5話 - ）
「八庵」での琴乃の同僚。

#### ゲスト

##### 第1話
えりこす
演 - 三原羽衣
「えりコスメチャンネル」を配信している人気美容系動画配信者。スバルとのカップルコラボ動画を公開し、雛姫の怒りを買い、彼女から執拗に脅迫めいた書き込みをされたため、動画配信を休止する。

##### 第2話
女性
声 - 櫻あゆこ
りこめろと雛姫がコズミックの配信部屋に押しかけスバルが不在だったため、コスモがスバルに電話連絡した際、スバルと一緒にいた女性。

##### 第3話
ちゃぶ台天国
声 - 平井まさあき（男性ブランコ）
暴露系動画配信者。りこめろから提供された写真を使い、緊急生配信で雛姫とスバルのラブホ密会を暴露する。

##### 第4話
にゃにゃちゃん
演 - あの（第5話）
人気動画配信者。配信者同士の交流会でギンガにコズミックとのコラボを呼びかけられる。

##### 第5話
ゆっこのママ
声 - 羽鳥名美子
コスモに電凸した件で学校から電話があったと、ゆっこのスマホに電話を掛ける。

##### 第6話
梅
演 - 溝口奈菜（第3話 - 第5話）
「八庵」のメイド。コスモが腕時計を引き取りに来たことを琴乃に告げる。

##### 最終話
アナウンサー
演 - 桂沙綾（ABCテレビアナウンサー）
ファンミではるみがコスモを刃物で襲った事件のニュースを読み上げる。

### スタッフ
- 原作 - 星来『ガチ恋粘着獣〜ネット配信者の彼女になりたくて〜』（ゼノンコミックス / コアミックス）[44]
- 脚本 - 三浦希紗[44]、開真理[44]、鈴木裕那[44]
- 音楽 - 近谷直之[45]
- 主題歌 - iScream「ALL MINE」（LDH Records）[46]
- エンディングテーマ - ONE LOVE ONE HEART「過剰本能」（avex trax）[46]
- 監督 - 朝倉加葉子[44]
- プロデューサー - 辻知奈美[44]、近藤紗良（C&Iエンタテインメント）[44]
- アソシエイトプロデューサー - 村山えりか（C&Iエンタテインメント）[44]
- 制作協力 - C&Iエンタテインメント[44]
- 制作著作 - 朝日放送テレビ

### 放送日程
※ 放送日は制作局・朝日放送テレビ基準。
| 部     | 話数   | 放送日  | サブタイトル                                         | 脚本     |
| ------ | ------ | ------- | ---------------------------------------------------- | -------- |
| 第一部 | 第1話  | 4月10日 | 私が一番愛してる…狂気×恐怖×共感のラブスパイラル開幕! | 三浦希紗 |
| 第一部 | 第2話  | 4月17日 | なんで、好きがやめられないの…？                      | 三浦希紗 |
| 第一部 | 第3話  | 4月23日 | わたしの隣にいない、あなたが好き                     | 開真理   |
| 第二部 | 第4話  | 5月01日 | 本当のファンの、身勝手で一方的な恋                   | 開真理   |
| 第二部 | 第5話  | 5月08日 | 一度でいいから、あなたに触れたい                     | 鈴木裕那 |
| 第二部 | 第6話  | 5月14日 | 夢のような出会いと、許されざる想い                   | 鈴木裕那 |
| 第二部 | 第7話  | 5月21日 | ファンは、いつまでたってもファン                     | 三浦希紗 |
| 第二部 | 第8話  | 5月28日 | 好きな気持ちに、ホントも嘘もない                     | 開真理   |
| 第二部 | 第9話  | 6月04日 | あなたが、私を選ばないのが悪い                       | 鈴木裕那 |
| 第二部 | 最終話 | 6月11日 | 推しも自分をも、破滅させ得るもの                     | 三浦希紗 |

- 初回は前日放送の『地球最後の秘境マダガスカル!神秘の珍獣奇獣求め島一周6千キロの旅』（テレビ朝日製作、21時 - 23時24分）に伴う特別編成の関係で5分繰り下げられ、翌0時 - 0時30分に放送された[48]。
- 第2話は『世界フィギュアスケート国別対抗戦2023 エキシビジョン』（テレビ朝日系列、22時 - 23時24分）に伴う特別編成の関係で30分繰り下げられ、翌0時25分 - 0時55分に放送された[49]。
- 第4話は前日放送の朝日放送テレビ製作の連続ドラマ『日曜の夜ぐらいは…』の初回10分拡大（テレビ朝日系列、22時 - 23時4分）に伴う特別編成の関係で10分繰り下げられ、翌0時5分 - 0時35分に放送された[50]。
- 第5話は前日放送の『緊急特報!侍ジャパンWBC世界一の熱狂!』（テレビ朝日制作、19時 - 21時54分）に伴う特別編成の関係で30分繰り下げられ、翌0時25分 - 0時55分に放送された[51]。

### スピンオフドラマ
2023年4月10日の本編初回放送後よりTVerで配信された。

#### 配信日程
| 各話 | 配信日  | サブタイトル         |
| ---- | ------- | -------------------- |
| 01ch | 4月10日 | わたしの、スバルくん |
| 02ch | 4月17日 | ギンガとドッキリ企画 |
| 03ch | 4月24日 | しあわせな、推し活   |

| 朝日放送テレビ ドラマL                                | 朝日放送テレビ ドラマL                   | 朝日放送テレビ ドラマL                                      |
| 前番組                                                | 番組名                                   | 次番組                                                      |
| ----------------------------------------------------- | ---------------------------------------- | ----------------------------------------------------------- |
| ひともんちゃくなら喜んで! （2023年1月16日 - 3月19日） | ガチ恋粘着獣 （2023年4月10日 - 6月11日） | around1/4 アラウンド・クォーター （2023年7月9日 - 9月24日） |